# Mini (gênero)
Mini é um gênero de anfíbio da família Microhylidae, que pode ser encontrado no sudeste de Madagascar, habitando áreas baixas com altitude máxima de 350 metros.

## Taxonomia
O gênero foi descrito no dia 27 de março de 2019 pelos pesquisadores Mark D. Scherz , Carl R. Hutter, Andolalao Rakotoarison, Jana C. Riemann, Mark-Oliver Rödel, Serge H. Ndriantsoa, Julian Glos, Sam Hyde Roberts, Angelica Crottini, Miguel Vences, Frank Glaw, em um artigo publicado na revista científica PLOS ONE. É considerado um gênero a parte devido a existência de divergências genéticas significativas entre os demais gêneros da família e por apresentar características fenotípicas únicas, como o tamanho reduzido de seus dedos. Seu epíteto genérico deriva no prefixo inglês mini-, fazendo alusão ao tamanho diminuto de suas espécies.

## Descrição
São sapos terrestres pequenos, que medem entre 8,2 e 14,9 milímetros. Possuem a textura da pele variando entre o liso e o levemente granulado, podendo, mais raramente, ser iridescente. Na lateral do corpo existe uma borda colorida, cuja intensidade varia de espécie pra espécie e os seus dedos são extremamente pequenos quando comparado com a de outras espécies, havendo a fusão ou ausência do segundo carpo. O seu crânio é tipicamente pedomórfico, com as narinas deslocadas para as laterais, tendo ausência de dentes vomerianos e com sua caixa craniana ocupando a maior parte dele.

## Espécies
Atualmente, três espécies são descritas como pertencentes ao gênero Mini:
- Mini ature Scherz, Hutter, Rakotoarison, Riemann, Rödel, Ndriantsoa, Glos, Roberts, Crottini, Vences, and Glaw, 2019
- Mini mum Scherz, Hutter, Rakotoarison, Riemann, Rödel, Ndriantsoa, Glos, Roberts, Crottini, Vences, and Glaw, 2019
- Mini scule Scherz, Hutter, Rakotoarison, Riemann, Rödel, Ndriantsoa, Glos, Roberts, Crottini, Vences, and Glaw, 2019